# Beautiful mind
《Beautiful mind》는 KCM의 1집 데뷔 음반이다. '얼굴 없는 가수' 전략이 한참 유행이던 2000년대 초중반에 KCM 역시 1집에서 그 마케팅으로 승부를 봤고, 타이틀곡 〈흑백사진〉으로 대중들에게 큰 인기를 얻었다.

## 수록곡
| #            | 제목                         | 작사         | 작곡           | 편곡           | 재생 시간 |
| ------------ | ---------------------------- | ------------ | -------------- | -------------- | --------- |
| 1.           | 〈흑백사진〉                 | 이주현       | 조영수         | 조영수         | 3:55      |
| 2.           | 〈Memory〉                   | 이주현       | 조영수         | 조영수         | 3:45      |
| 3.           | 〈은영이에게〉               | 양정승       | 양정승         | 양정승         | 4:47      |
| 4.           | 〈Remember Me〉              | 이주현       | 이윤정         | Lunique        | 4:10      |
| 5.           | 〈일기장〉                   | 이주현       | 황세준         | 황세준         | 4:13      |
| 6.           | 〈You & I〉                  | 이주현       | 이반호, 김기윤 | 이반호, 김기윤 | 3:59      |
| 7.           | 〈사랑의 향기〉              | 이주현       | 이준석         | 이준석         | 3:42      |
| 8.           | 〈이연〉                     | 이주현       | 이겨라         | 이겨라         | 3:58      |
| 9.           | 〈눈물조각〉                 | 양정승       | 양정승         | 양정승, 이준호 | 3:39      |
| 10.          | 〈내겐 특별한 당신이니까요〉 | 양정승       | 양정승         | 양정승         | 4:39      |
| 11.          | 〈Alone〉                    | 이주현       | 황세준         | 황세준         | 3:29      |
| 총 재생 시간 | 총 재생 시간                 | 총 재생 시간 | 총 재생 시간   | 총 재생 시간   | 44:16     |